# Bida blott, bida blott
Bida blott, bida blott är en psalm med text av Lina Sandell-Berg och musik av Gustaf Richard Norén. Psalmen har tre 7-radiga verser.

## Publicerad i
- Korsblomman 1870
- Hemlandssånger 1891 som nr 454 under rubriken "Hoppet".
- Nya Pilgrimssånger 1892 som nr 325 under rubriken "Trygghet, glädje och tröst".
- Svenska Missionsförbundets sångbok 1920 som nr 480 under rubriken "Hemlandssånger".
- Frälsningsarméns sångbok 1929 som nr 220 under rubriken "Jubel, erfarenhet och vittnesbörd".
- Musik till Frälsningsarméns sångbok 1930 som nr 220.
- Sionstoner 1935 som nr 635 under rubriken "De kristnas hopp. Pilgrims- och hemlandssånger".
- Frälsningsarméns sångbok 1968 som nr 361 under rubriken "Det Kristna Livet - Erfarenhet och vittnesbörd".